# Crocidura pullata
Crocidura pullata és una espècie de mamífer eulipotifle de la família de les musaranyes (Soricidae). que es troba a l'Afganistan, la Xina (Yunnan), l'Índia (Jammu i Caixmir), el Pakistan i Tailàndia.